# Hrušov (powiat Veľký Krtíš)
Hrušov – wieś (obec) na Słowacji położona w kraju bańskobystrzyckim, w powiecie Veľký Krtíš. Pierwsze wzmianki o miejscowości pochodzą z 1285 roku.
Według danych z dnia 31 grudnia 2012 roku, wieś zamieszkiwało 867 osób, w tym 435 kobiet i 432 mężczyzn.
W 2001 roku rozkład populacji względem narodowości i przynależności etnicznej wyglądał następująco:
- Słowacy – 89,46%
- Romowie – 8,91%
- Węgrzy – 0,76%

Ze względu na wyznawaną religię struktura mieszkańców kształtowała się w 2001 roku następująco:
- Katolicy rzymscy – 97,5%
- Grekokatolicy – 0,11%
- Ewangelicy – 0,54%
- Prawosławni – 0,11%
- Ateiści – 0,76%
- Nie podano – 0,98%